# Agrotera longitabulata
Agrotera longitabulata is een vlinder uit de familie van de grasmotten (Crambidae). De wetenschappelijke naam van deze soort is voor het eerst gepubliceerd in 2017 door Kai Chen, Marianne Horak, Xi-Cui Du en Dandan Zhang.
Deze soort komt voor in Australië (Queensland).